# 合宿
合宿（がっしゅく）は、同じ目的の学習や訓練、研修などを1ヶ所（または複数）の宿舎等に宿泊しながら一定の期間行うこと。

## 目的
合宿を行う主な目的として次のようなものがある。
- 学校（サークル、部活動、ゼミナール等）や企業などにおいて組織的・集中的に強化、または共同で作品製作や強化練習などを行うため。
- 企業や地方公共団体などで社員・職員に対し集中的に研修（新人研修、中堅社員研修など）を行うため。
- 学校や塾・予備校などで上級学校への進学や資格取得のための受験対策。
- 自動車運転免許を短期間に取得するための集中的な教習を行うため。
- 企業で新たな企画や商品開発を行うため。

など

## 宿泊場所
使用される宿泊施設として次のようなものがある。
- セミナーハウス
- ホテル
- 民宿

など